# 13615 Manulis
13615 Manulis eller 1994 WP13 är en asteroid i huvudbältet som upptäcktes den 28 november 1994 av de båda amerikanska astronomerna Carolyn S. Shoemaker och David H. Levy vid Palomar-observatoriet. Den är uppkallad efter astronomen Ilan Manulis.
Asteroiden har en diameter på ungefär 5 kilometer.